# Craig Cathcart
Craig George Cathcart (født 6. februar 1989) er en nordirsk fodboldspiller. Han spiller i øjeblikket som center-back for Watford i England. Tidligere har han spillet for blandt andet Manchester United og Blackpool.